# Roodkopmotmot
De roodkopmotmot (Baryphthengus ruficapillus) is een vogel uit de familie Momotidae (motmots).

## Verspreiding en leefgebied
Deze soort komt voor in zuidoostelijk Brazilië, oostelijk Paraguay en noordoostelijk Argentinië.

## Status
De grootte van de populatie is niet gekwantificeerd maar de soort wordt omschreven als algemeen. Op de Rode lijst van de IUCN heeft deze soort de status niet bedreigd.